# Xã Rock Creek, Quận Jasper, Iowa
Xã Rock Creek (tiếng Anh: Rock Creek Township) là một xã thuộc quận Jasper, tiểu bang Iowa, Hoa Kỳ. Năm 2010, dân số của xã này là 961 người.